# Distrito electoral P (Nebraska)
El distrito electoral P (en inglés: Precinct P) es un distrito electoral ubicado en el condado de Seward en el estado estadounidense de Nebraska. En el Censo de 2010 tenía una población de 473 habitantes y una densidad poblacional de 5,06 personas por km².

## Geografía
El distrito electoral P se encuentra ubicado en las coordenadas 40°44′57″N 96°58′20″O / 40.74917, -96.97222. Según la Oficina del Censo de los Estados Unidos, el distrito electoral P tiene una superficie total de 93.55 km², de la cual 92.46 km² corresponden a tierra firme y (1.16%) 1.08 km² es agua.

## Demografía
Según el censo de 2010, había 473 personas residiendo en el distrito electoral P. La densidad de población era de 5,06 hab./km². De los 473 habitantes, el distrito electoral P estaba compuesto por el 98.31% blancos, el 0.85% eran asiáticos y el 0.85% eran de otras razas. Del total de la población el 1.9% eran hispanos o latinos de cualquier raza.